# Hrómundar saga Gripssonar
*Hrómundar saga Gripssonar (Romund Gripssons saga) är en nu förlorad isländsk fornaldarsaga, som enligt Sturlungasagan ”sattes samman” av bonden Rolf på Skálmarnes för att underhålla gästerna på ett bröllopsgille i Reykjahólar år 1119. Innehållet i den förlorade sagan har bevarats i rimacykeln Griplur, som består av sex rimor möjligen diktade av Sigurðr blindi vid 1400-talets slut. Rimorna finns utgivna av Finnur Jónsson i Fernir forníslenzkar rímnaflokkar, 1896.
En prosabearbetning av rimorna gjordes på 1650-talet eller senare. Denna nya Hrómundar saga Gripssonar innehåller flera motsägelser och namnförbistringar, vilka antas bero på en defekt och svårläst förlaga. Sagan medtogs i den stora utgåvan Fornaldarsögur Norðrlanda (Nordens forntidssagor), 1829-30,  och finns översatt till svenska av Erik Julius Björner 1737.

## Ursprunget
Sagan omtalas första gången i Þorgils saga ok Hafliða, som ingår i Sturlungasagan.
| Rolf från Skalmarnes berättade sagan om Röngvid viking och Olav krigarkonung, och om högbrottet hos Tråen bärsärk samt om Romund Gripsson, till vilken hörde många visor. Med denna saga underhölls kung Sverre, och han tyckte sådana lögnsagor var de roligaste. Dock finns det många som själva säger sig härstamma från Romund Gripsson. Denna saga hade Rolf själv satt samman. | Hrólfr frá Skálmarnesi sagði sögu frá Hröngviði víkíngi ok frá Óláfi Liðsmannakonungi ok haugbroti Þráins berserks ok Hrómundi Gripssyni – ok margar vísur með. En þessari sögu var skemmt Sverri konungi, ok kallaði hann slíkar lygisögur skemmtiligstar. Ok þó kunna menn at telja ættir sínar til Hrómundar Gripssonar. Þessa sögu hafði Hrólfr sjálfr saman setta. |  |

Att kung Sverre en gång fick sagan uppläst för sig tyder på att den har varit känd och uppskattad. Annars skulle den nog inte ha letat sig hela vägen till det norska hovet.

## Handling
Sagans handling är vävd kring tre händelser: striden mot vikingen Röngvid (Hröngviðr), inbrottet i draugen Tråens (Þráinn)  gravhög samt slaget på Vänerns is mot två svenska kungar, som båda heter Hadding (eller Halding). Haddingarnas främste kämpe är Helge den tappre (Helgi inn frækni), som i andra källor bär tillnamnet Haddingjaskati (”Haddingarnas hjälte”). Han råkar dessutom vara bror till vikingen Röngvid.

### Röngvid viking
Romund Gripsson ansluter sig med sina åtta bröder till Olav ”krigsmannakonungs” hird. Samtidigt härjar Röngvid i Norge, vilket Olav försöker stoppa. Men Röngvid är en urstark bjässe som nästan gör slarvsylta av Olavs män. Romund, beväpnad med knölpåk, lyckas dock avgöra slaget och fälla jätten.

### Draugen Tråen
En plundringsfärd till Suderöarna måste uppgivas då allt redan är plundrat, men en bonde ger dem rådet att i stället segla till Valland, där de kan plundra draugen Tråen. Det är hederligare att råna rika dödingar än fattiga bönder, tycker han.
Tråen var i livstiden kung i Valland, och dräpte med sitt magiska svärd Mistelten (Mistilteinn) ett stort antal kämpar. Fyra dagar tar det för Romunds män att hugga sig igenom högens tak. Därnere sitter draugen, klädd i guld och omgiven av skatter. Han är ytterst farlig: vrålar, sprutar gnistor och släpper väder. Romund är den ende som vågar fira sig ned för att samla ihop klenoderna. Men då blir draugen spak. Kanske inväntar han skymningen då hans styrka skall växa. Till sist utmanar Romund honom på brottning. Draugen har långa naglar och klöser som en katt, men Romund slår undan hans ben och fäller honom. Sedan tar han draugens magiska svärd och hugger av honom huvudet.
Dådet ger Romund stor berömmelse, och han börjar umgås med kungens syster Svanvit (Svanhvít), vilket dock leder till att han blir baktalad och lämnar hovet.

### Striden på Vänerns is
När kungen på nytt drar i härnad, nu mot två svenska kungar som båda heter Hadding, ber Svanvit Romund att följa med så att inte hennes bror skall råka illa ut. Hon ger honom en sköld och ett strumpeband att bära, som skall göra honom osårbar.
Striden utkämpas på Vänerns is. Haddingarnas främste kämpe är Helge den tappre, och över honom flyger hans frilla Kåra (Kára) i svanhamn. Hon gal galdrar som lamslår motståndarna så att Helge kan hugga ner dem. Sedan Romunds bröder stupat blir läget kritiskt för Olavs män, men Romund, som skyddas av Svanvits band, utmanar Helge. De båda hjältarna munhuggs. Till sist lurar Helge den ädle Romund att lägga ifrån sig strumpebandet. Han svingar sedan svärdet över huvudet, men Kåra – som flyger för lågt – kommer i vägen för hugget och drattar i backen. Svärdspetsen sprättar dock upp Romund innan klingan träffar marken och sjunker ner till fästet. Romund hugger då ihjäl Helge och binder sedan ett band om magen för att hålla tarmarna på plats så att han kan fortsätta striden. De båda Haddingarna blir i grund slagna, men i en sista uppgörelse med en av dem som tidigare baktalat honom vid kung Olavs hov, tappar Romund sitt svärd i en vak.

### Svärdslukande gädda
Svanvit syr ihop Romund och tar honom sedan till en klok gumma i trakten som ger honom vård. En av kungarna Hadding har överlevt. Hans onde rådgivare Blind letar nu efter Romund, som håller sig undan, bland annat genom att klä ut sig till piga. En gädda fångas i sjön, och då den rensas återfinns Romunds svärd i dess buk. (Gäddor brukar ju ibland svälja blänkande föremål.) Romund får alltså tillbaka svärdet. Den siste Hadding-kungen stupar i en dramatisk uppgörelse, och Romund får av kung Olav tillåtelse att gifta sig med Svanvit. Från dem härstammar flera kungasläkter och stora hjältar.

## Den historiske Romund Gripsson
Romund Gripsson är av allt att döma en historisk person. Enligt Landnámabók levde han i Telemarken i Norge under 700-talets första hälft och kan mycket väl ha varit född på 600-talet. Han hade sönerna Björnolf (Bjǫrnólfr) och Roald (Hróaldr). Björnolf hade sonen Örn, som var far till Ingolf (Ingólfr) Arnarson, den förste nybyggaren på Island.
Men den saga om Romund som Rolf på Skálmarnes ”satte samman” har varit en parodi på hjältediktning. Författaren har hämtat motiv och sägenelement från alla upptänkliga håll, vilket säkert kan ha skänkt åhörarna igenkännandets glädje.
Romunds kamp mot vikingen Röngvid minner om hur Torleif skuma med sin knölpåk räddade Norge i slaget vid Hjörungavåg och glímabrottningen mot draugen Tråen kan ha haft sin förebild i sägnerna om Grette Asmundsson och draugen Glam. Men framför allt tycks författaren ha låtit sig inspireras av Helgekvädena, till vilka också kan räknas det nu förlorade Káruljóð, som har handlat om Helge Haddingjaskati och hans följeslagerska, valkyrian Kåra. Denna dikt omtalas i Helgakviða Hundingsbana önnur, varifrån sagan också har lånat berättelsen om spejaren Blind som inte ser att Romund är utklädd till kvinna. Men huruvida den i sagan antydda kraftmätningen mellan de trollkunniga damerna Svanvit och Kåra har haft någon motsvarighet i Káruljóð kan vi inte veta. Det finns en valkyria som heter Svanvit i Vǫlundarkviða och hos Saxo är Svanvit namnet på kung Haddings dotter, som förälskar sig i Hundings son Reger.

### Ramundeboda gård
Kanske bosatte sig Romund Gripsson och Svanvit på den gård i Tiveden där han vilade upp sig efter slaget på Vänerns is. Den möjligheten antyds av E.J. Björner, som i en efterskrift till sin översättning av Hrómundar saga (1737) påpekar, att det på gränsen mellan Västergötland och Närke finns ”en gästgifwaregård [som] än i dag heter Ramundaboda”. Misstanken att Romund där haft sitt hem stärks ytterligare, enligt Björner, av att Mistelten – det svärd som gäddan slukade – tycks ha påträffats på platsen. Enligt en berättelse inskickad till Kongl. Riks Antiquitets Archivum har
”i sama gård et swerd blifwit för 50. åhr sedan ur jorden uptagit, med runsk påskrift: Ramunds swerd, hwilket warit ungefär twå och en half aln långt, twå händer brett och något krokugt såsom en sabel, samt litet spetsigt åt endan; men handtaget så brett, at twå händer fått rum inom knappen och stången. Förutan detta hörer man äfwenledes, så i Wästergjötland, som annorstädes i landsorterna, en Wisa allmänt siungas om kämpen Ramund, hans swerd och stora bedrifter.”